# Изяслав Владимирович (князь путивльский)
Изяслав Владимирович (в крещении, возможно, Филипп) — князь теребовльский (1211).
Согласно традиционной версии, Изяслав считается князем, в союзе с Михаилом черниговским захватившим Киев в 1235 году. Сторонники данной версии считают Изяслава новгород-северским князем к этому времени и конкурентом Даниила в борьбе за Галич вплоть до 1252 года, причём например Н. Ф. Котляр относит к Изяславу Владимировичу известие Галицко-волынской летописи о том, что «Даниил возвёл на Конрада (мазовецкого) литву и Изяслава Новгородского». Но с этим не согласно большинство историков, считающих, что после 1198 года в Новгороде-Северском обосновалась старшая ветвь Ольговичей.
Князь Филипп Владимирович (поз.26 Любецкого синодика) считается или Изяславом Владимировичем, или сыном Владимира Святославича вщижского.

## Биография
Родился в половецком плену после знаменитой битвы, описанной в «Слове о полку Игореве», у юных родителей: шестнадцатилетнего сына князя Игоря, Владимира Игоревича, и дочери захватившего его хана Кончака, Свободы. По крови более половец, чем русский (его прапрабабка и мать — половчанки, то есть он половец на 9/16). В 1206 году Изяслав Владимирович вместе с отцом и дядьями прибыл в Галицкое княжество по приглашению бояр после гибели Романа Галицкого, где получил в удел Теребовль. В 1211 году, во время похода венгро-польско-волынских войск на Галич, вместе с половцами пришёл на помощь Роману Игоревичу, осаждённому в Звенигороде, но был разбит. На галицкий престол был возведён Даниил Романович. С отчеством Владимирович после этого не упоминается. По одной из версий, Изяслав Владимирович, будучи путивльским князем, погиб в битве на Калке в 1223 году.

## Семья и дети
Жену звали Агафья (если верно отождествление Изяслава с Филиппом).
Изяслав вместе с братом Всеволодом и другими потомками Игоря Святославича стал основателем путивльской династии, власть которой в начале XIV века распространилась на Киевское княжество на восток до Курска. Восточной границей их владений была река Дон.